# Cionosicyos excisus
Cionosicyos excisus là một loài thực vật có hoa trong họ Cucurbitaceae. Loài này được (Griseb.) C.Jeffrey mô tả khoa học đầu tiên năm 1971.